# Plesder

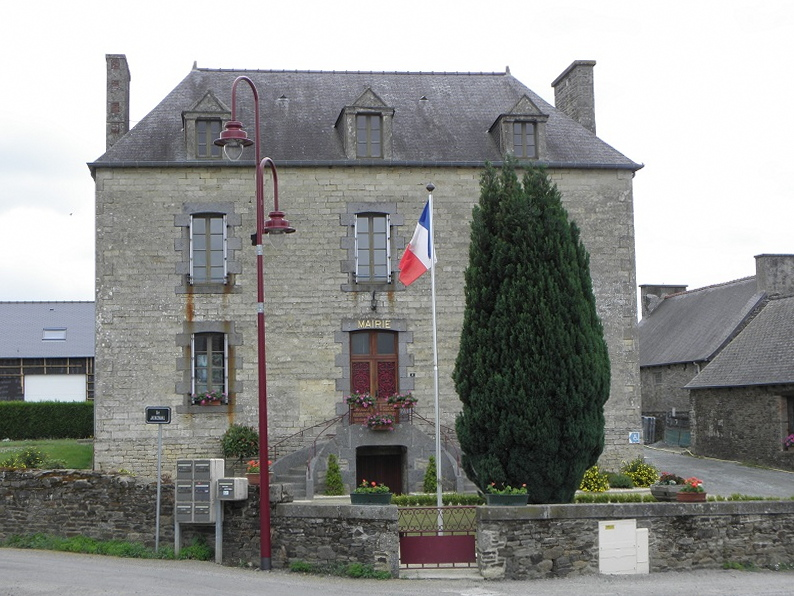
Gemeentehuis

Plesder is een gemeente in het Franse departement Ille-et-Vilaine (regio Bretagne) en telt 604 inwoners (2004). De plaats maakt deel uit van het arrondissement Saint-Malo.

## Geografie
De oppervlakte van Plesder bedraagt 11,0 km², de bevolkingsdichtheid is 54,9 inwoners per km².
De onderstaande kaart toont de ligging van Plesder met de belangrijkste infrastructuur en aangrenzende gemeenten.

## Demografie
Onderstaande figuur toont het verloop van het inwonertal (bron: INSEE-tellingen).

1. ↑  Populations de référence 2022.